# Gyeongbokgung
Gyeongbokgung (경복궁, 景福宮), aussi appelé palais de Gyeongbok, est un palais royal situé au nord de Séoul en Corée du Sud. D’abord construit en 1394 puis reconstruit en 1867, c'est le palais principal des cinq grands palais construits sous la dynastie Joseon. Le nom du palais, Gyeongbokgung, signifie « palais du Bonheur resplendissant ». Sa porte principale est la porte de Gwanghwamun.
Presque entièrement détruit par le gouvernement japonais au début du XXe siècle, l’ensemble du palais retrouve petit à petit sa forme originelle.

## Histoire
Le palais est construit en 1394 par le roi Taejo, fondateur et premier roi de la dynastie Joseon. Le nom de Gyeongbokgung est choisi par Jeong Do-jeon, un influent ministre du gouvernement. Le palais de Gyeongbokgung est continuellement étendu pendant le règne du roi Taejong ainsi que durant celui du roi Sejong le Grand. La majorité du palais est détruite par les flammes au cours des invasions japonaises de 1592–1598. Tous les palais de la capitale ayant été démolis par les Japonais, Changdeokgung, un palais secondaire, est reconstruit et sert de palais principal. Gyeongbokgung est laissé à l'abandon pendant 250 ans, avant d'être reconstruit en 1868 par l'ordre du prince régent. Environ 500 bâtiments sont construits sur un terrain de plus de 40 hectares et constituent une petite ville.
Le 8 octobre 1895, le palais est attaqué tôt le matin par de nombreux assaillants japonais menés par le général Miura Gorō, et aidés par des collaborateurs coréens, dans le but de tuer la reine Min qu'ils soupçonnent de vouloir rapprocher la Corée de la Russie pour contrebalancer l'influence japonaise. Les agresseurs sèment le chaos et finissent par trouver la reine qu'ils assassinent, puis emmènent son corps dans un bois voisin et le brûlent.
Gyeongbokgung est détruit à nouveau en grande partie pendant l'occupation japonaise de 1910 à 1945. 80 % des bâtiments restaurés sont démantelés, la porte de Gwanghwamun est démolie et le siège du gouvernement-général japonais est construit en face du secteur principal du palais.
Un effort pour rétablir pleinement le palais de Gyeongbokgung dans son ancienne gloire est en cours depuis 1990. Le bâtiment colonial japonais est démoli et la porte de Heungnyemun est restaurée dans son état d'origine. Les quartiers royaux et le Palais de l'Est pour le prince héritier ont également été restaurés dans leur état d'origine. À la fin de 2009, environ 40 % des structures existant avant l'occupation japonaise de la Corée sont restaurées ou reconstruites. Le projet de restauration par le gouvernement sud-coréen est prévu pour au moins 20 ans.
En 2015, le site comptait 510 extincteurs ainsi que 230 caméras de surveillance répartis dans les 432 703 mètres carrés du palais.

## Galerie

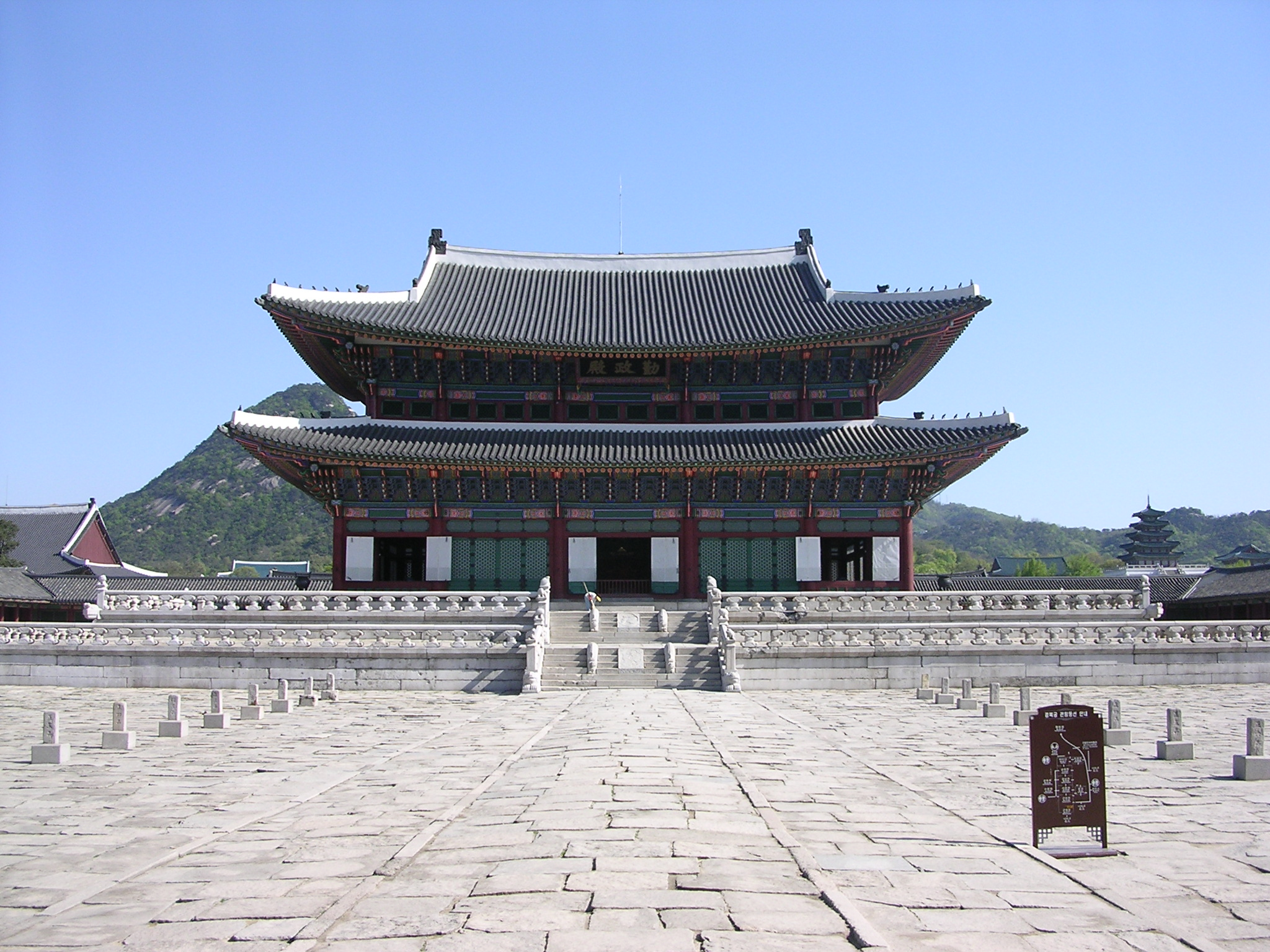
La salle d'audience principale de Gyeongbokgung (Geunjeongjeon)
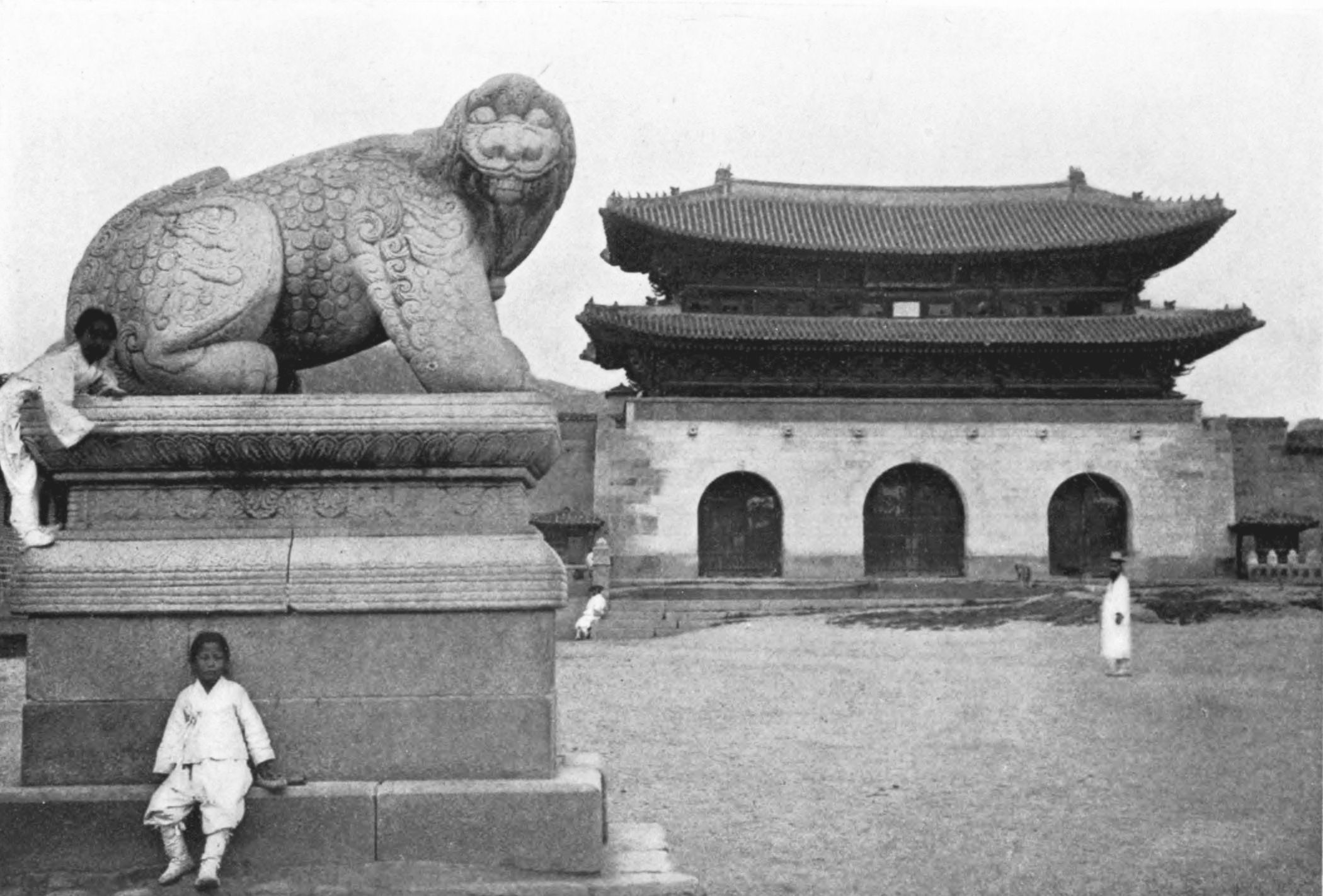
La porte de Gwanghwamun et une statue de haetae vers 1900
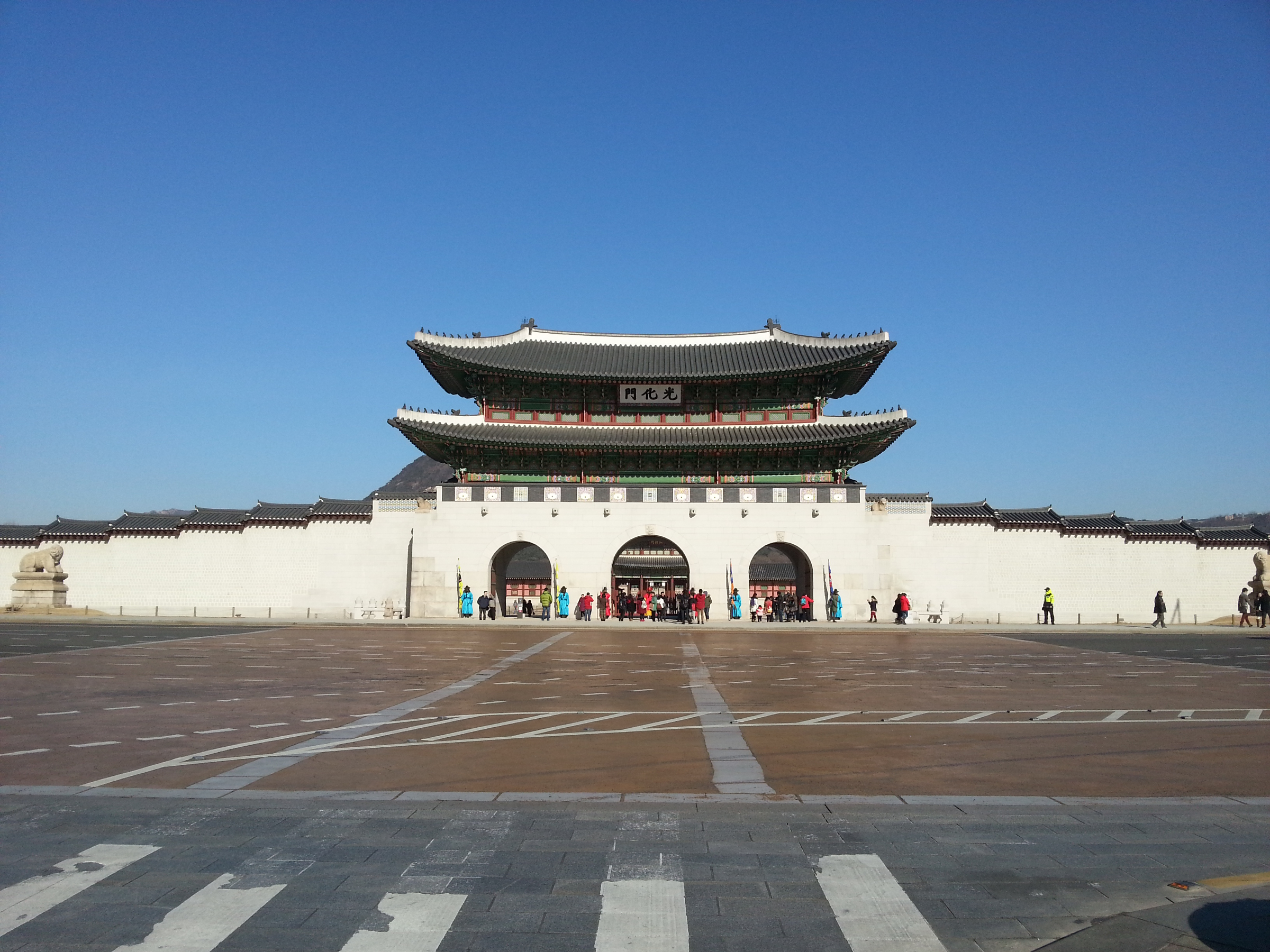
La porte de Gwanghwamun en 2014
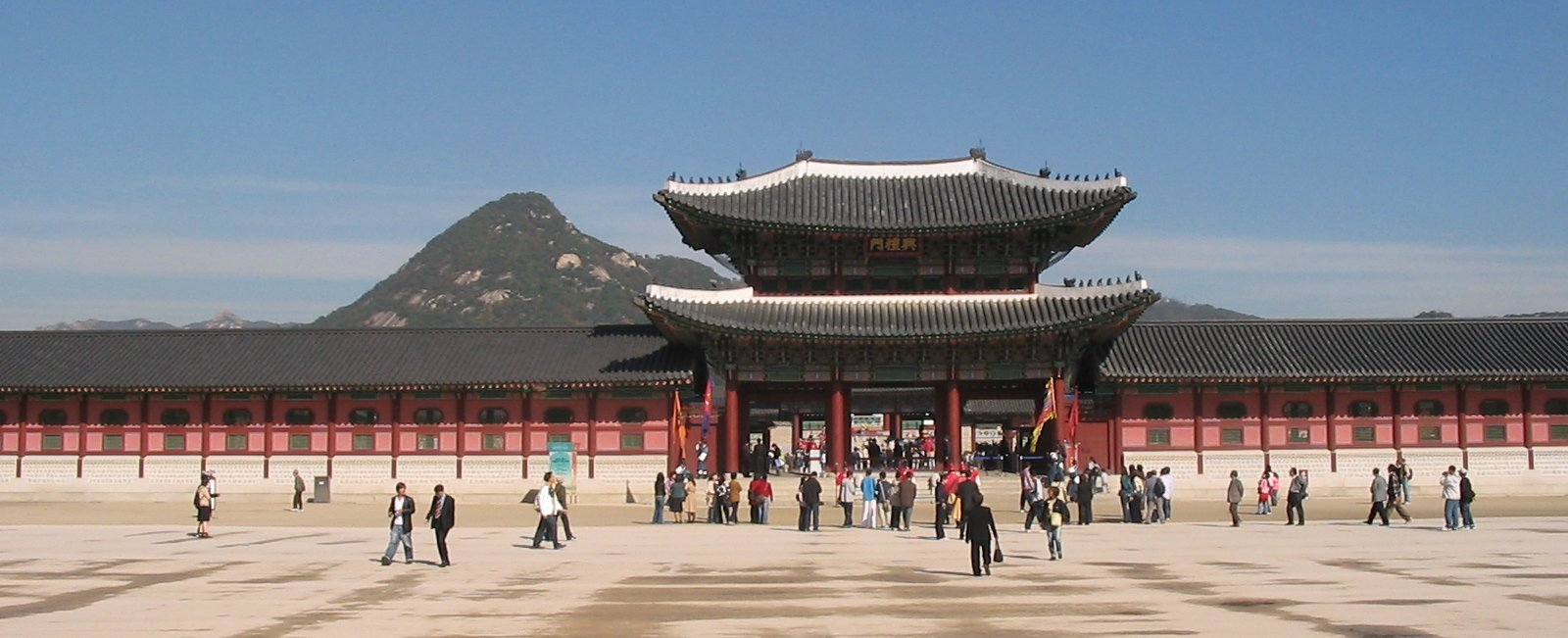
La porte de Heungnyemun (porte intérieure)
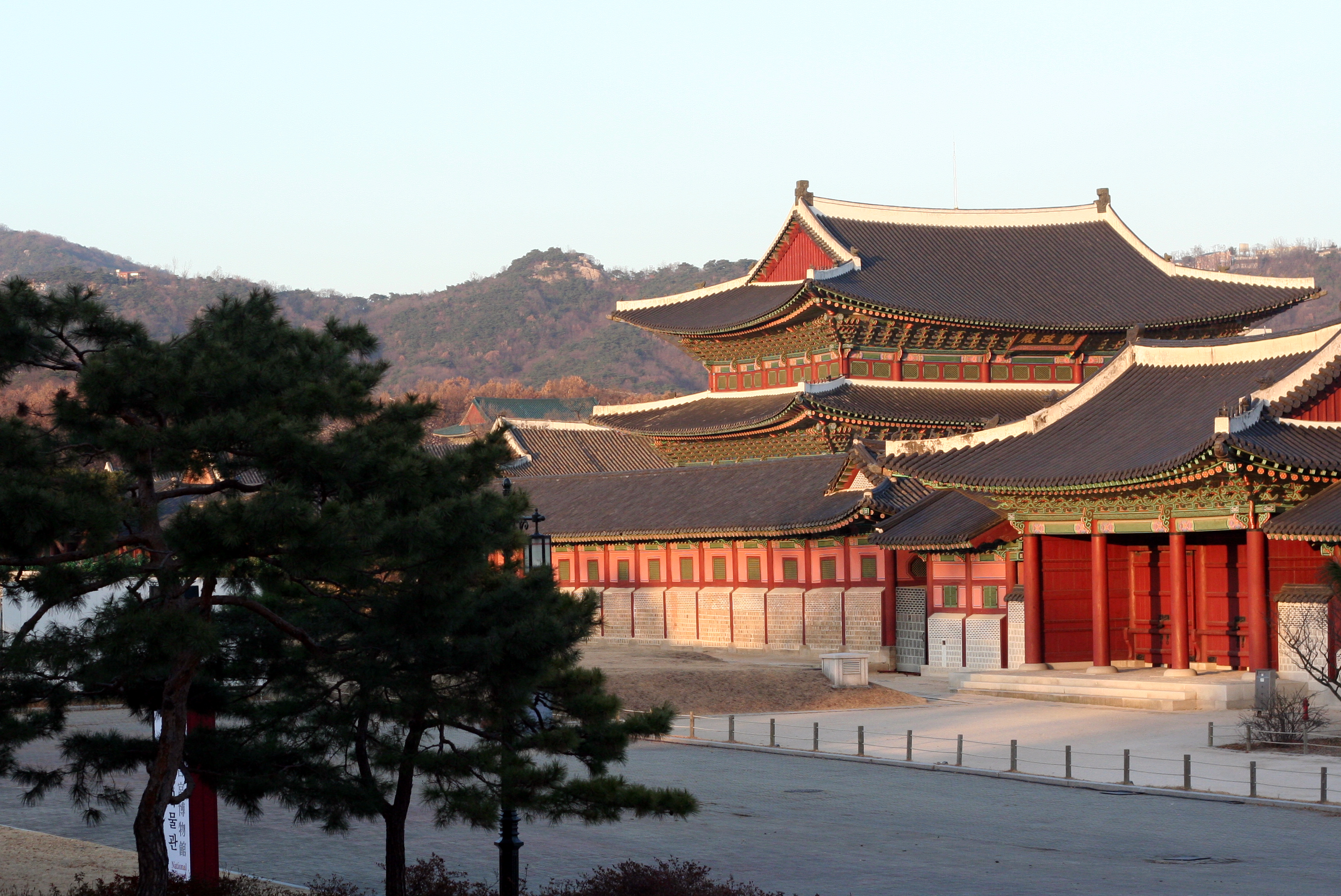
Vue latérale
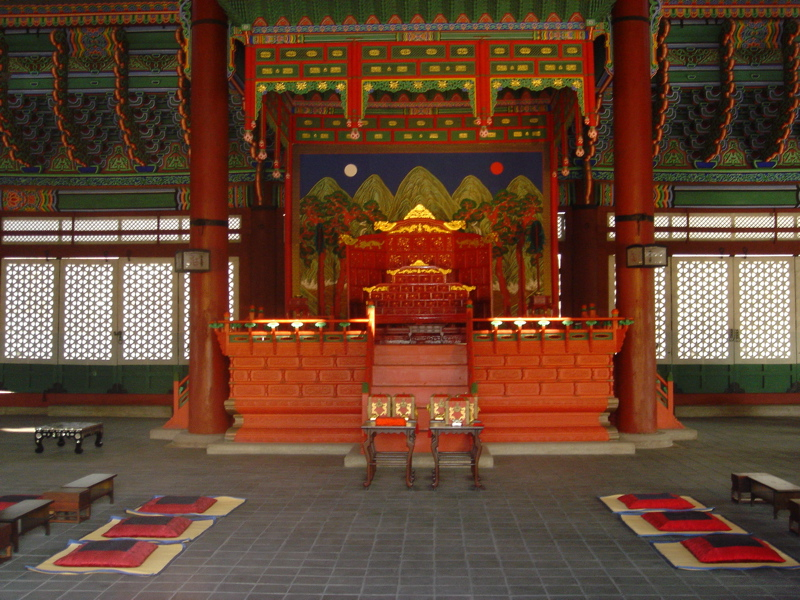
L'intérieur de la salle du trône (Geunjeongjeon)
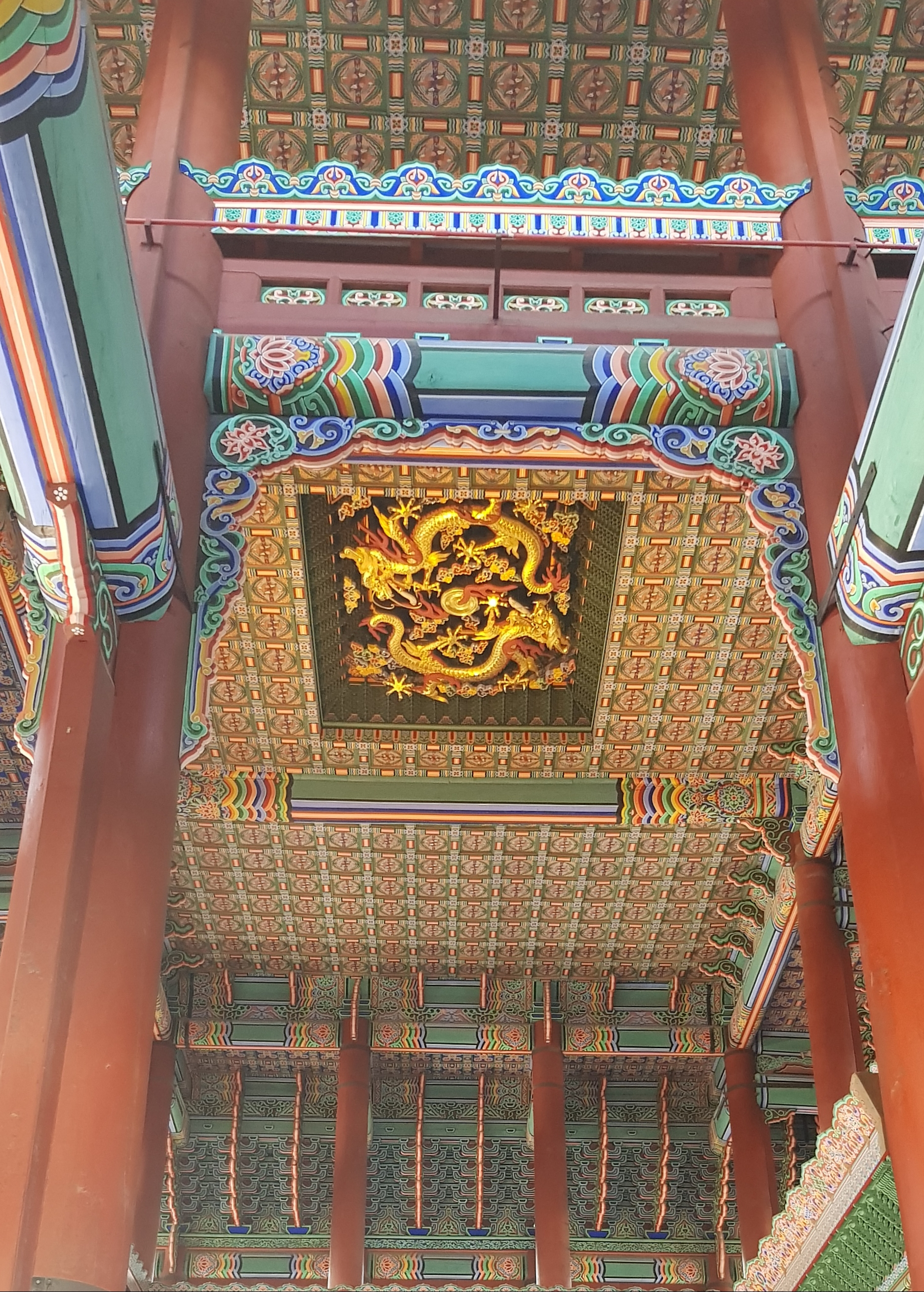
Le plafond de la salle du trône (Geunjeongjeon)
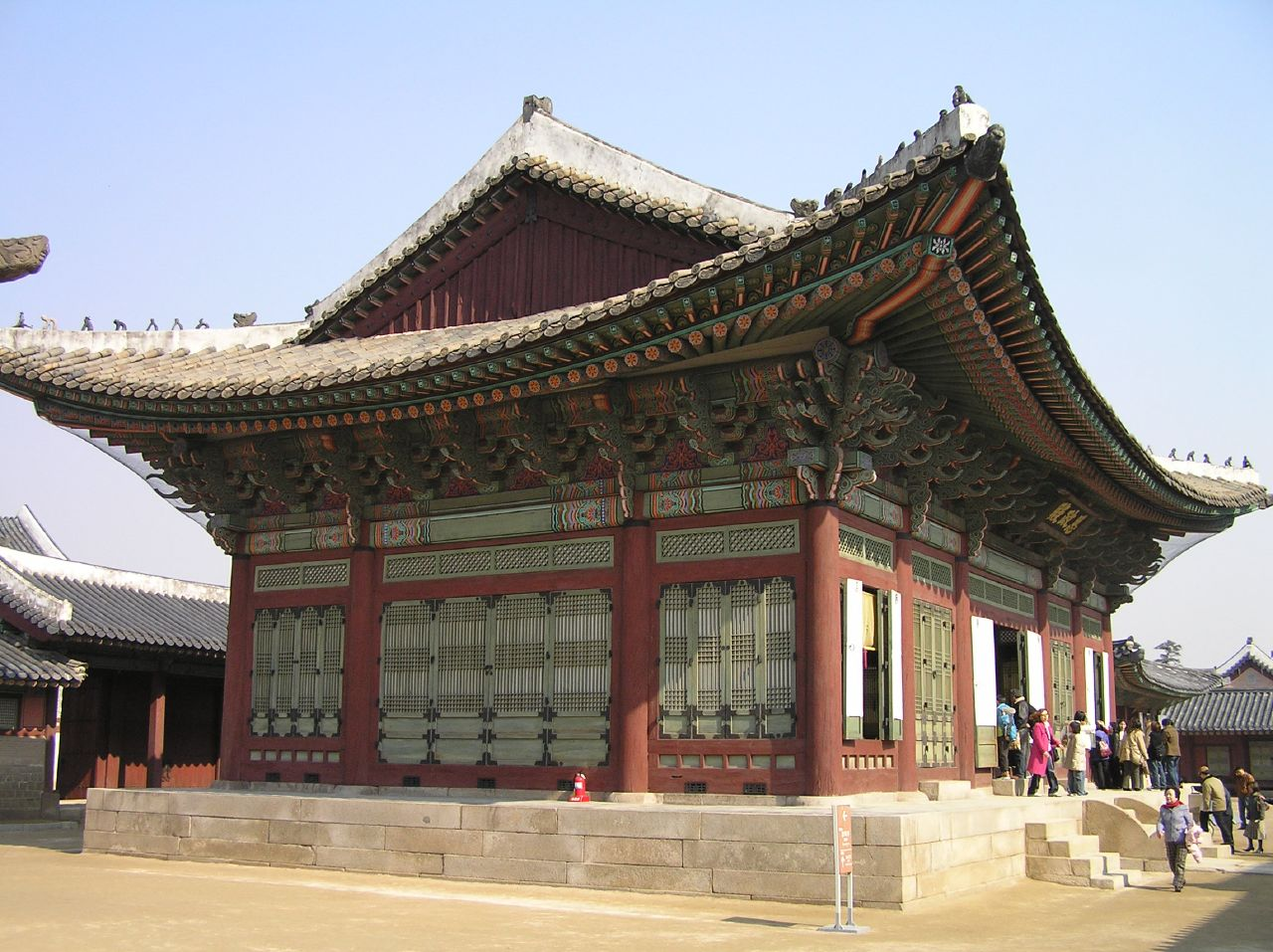
Le bâtiment du bureau du roi (Sajeongjeon)
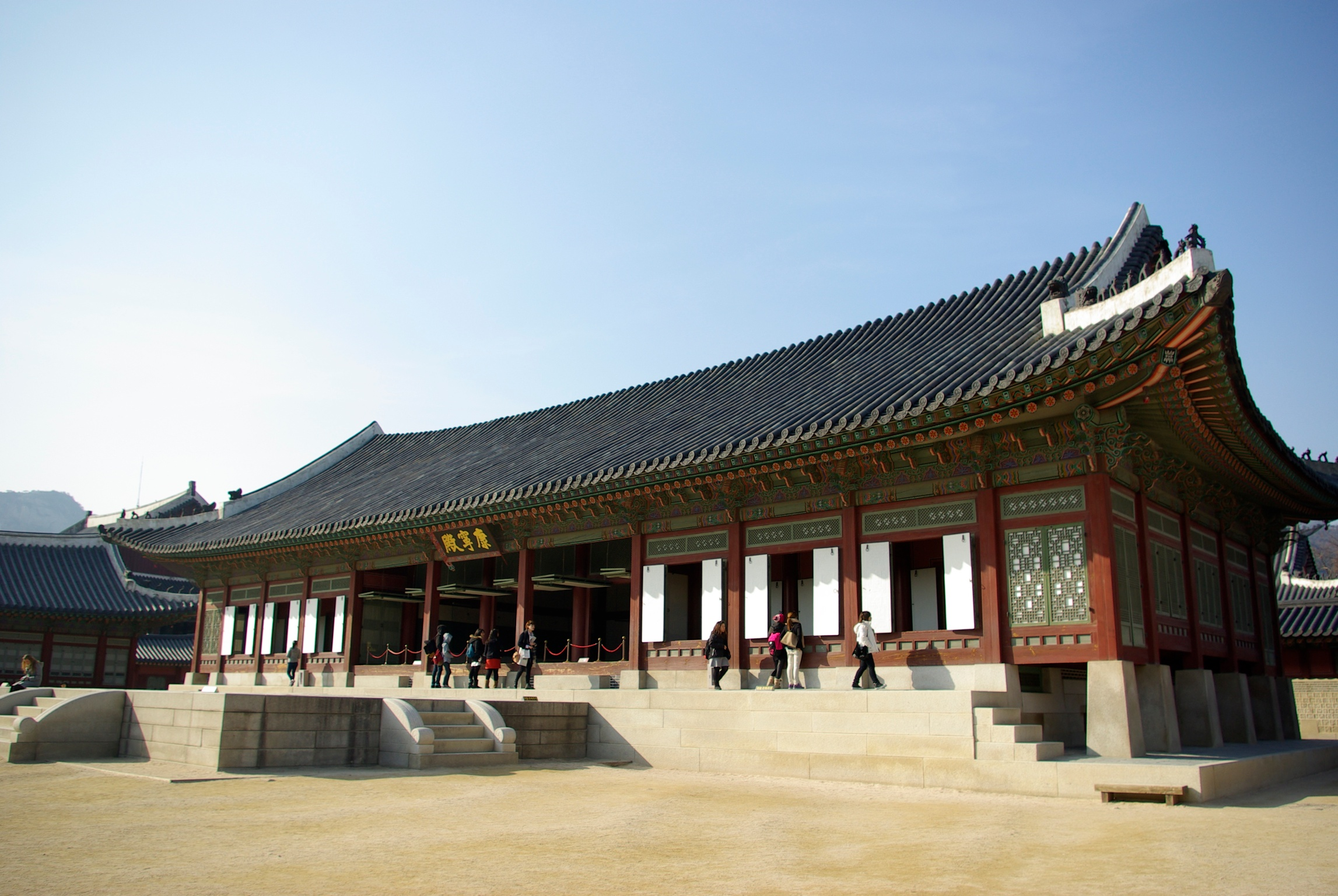
La résidence principale du roi (Gangnyeongjeon)
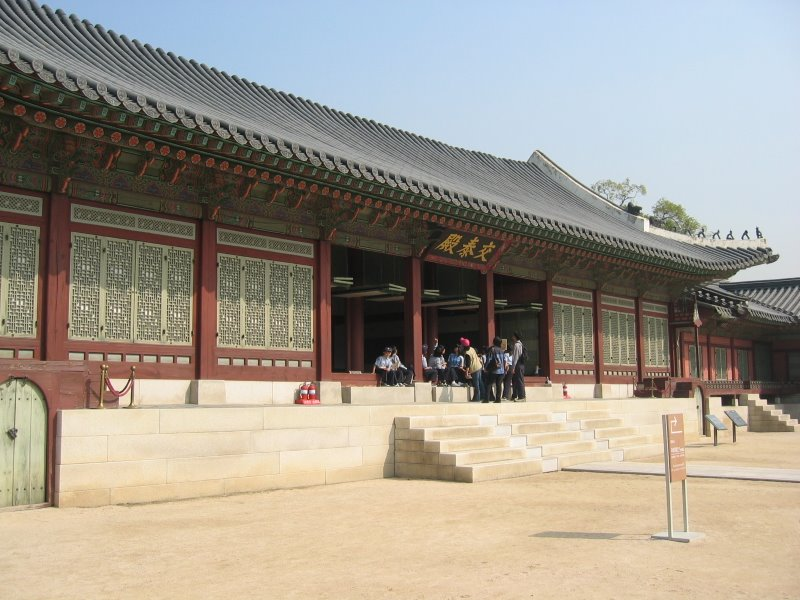
La résidence de la reine (Gyotaejeon)
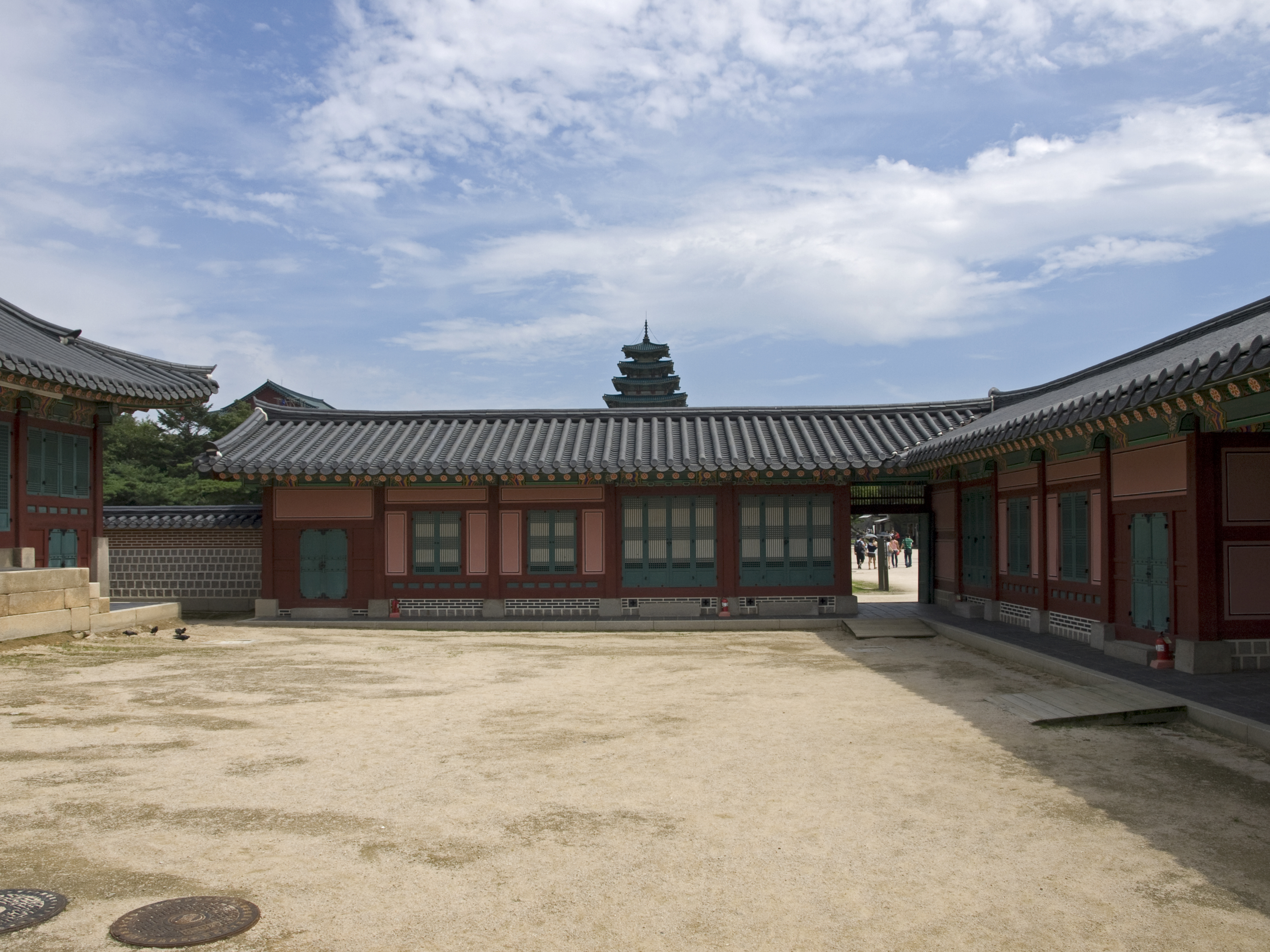
La résidence du prince et de son épouse (Donggung)
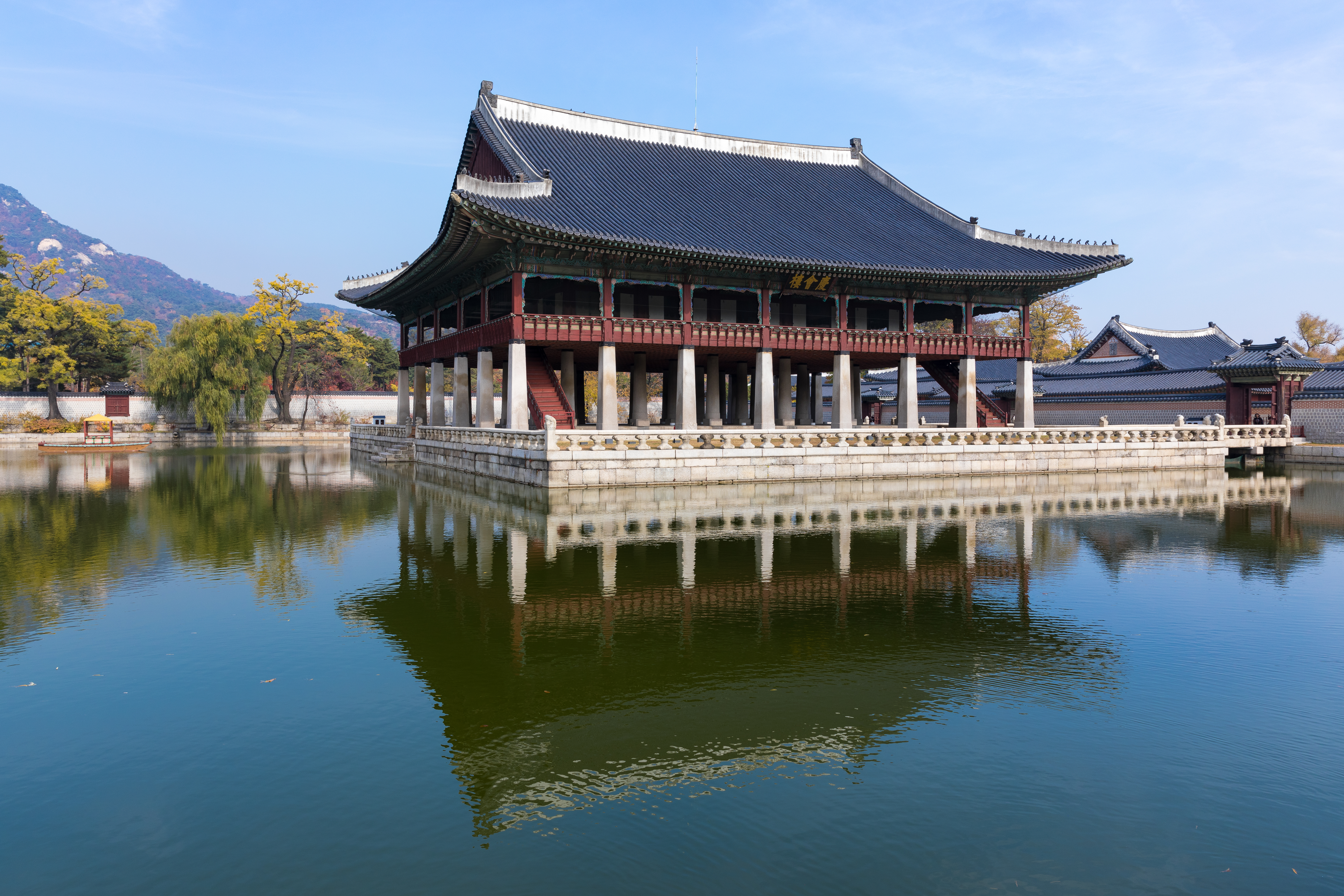
Le pavillon Gyeonghoeru
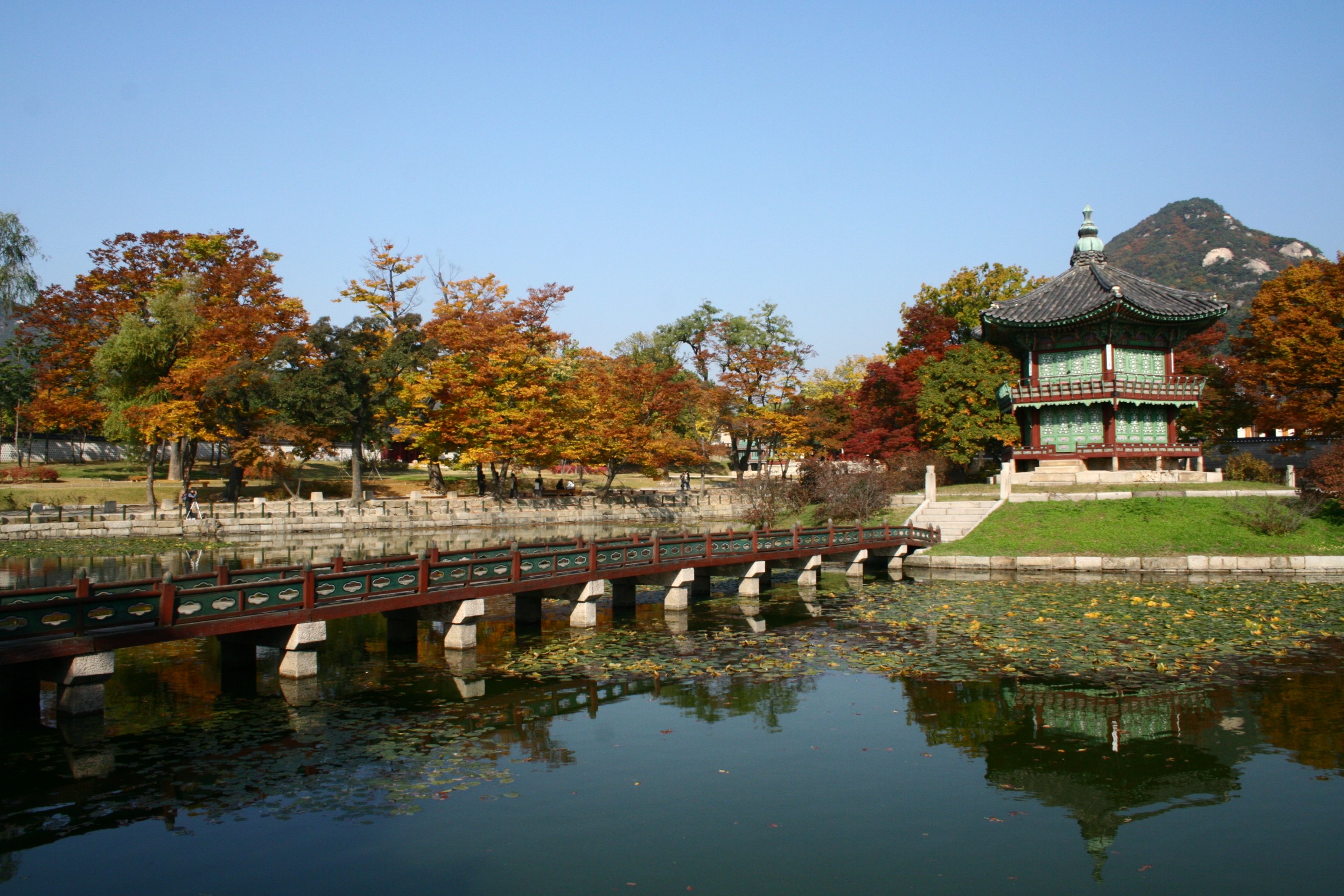
Le pavillon Hyangwonjeong
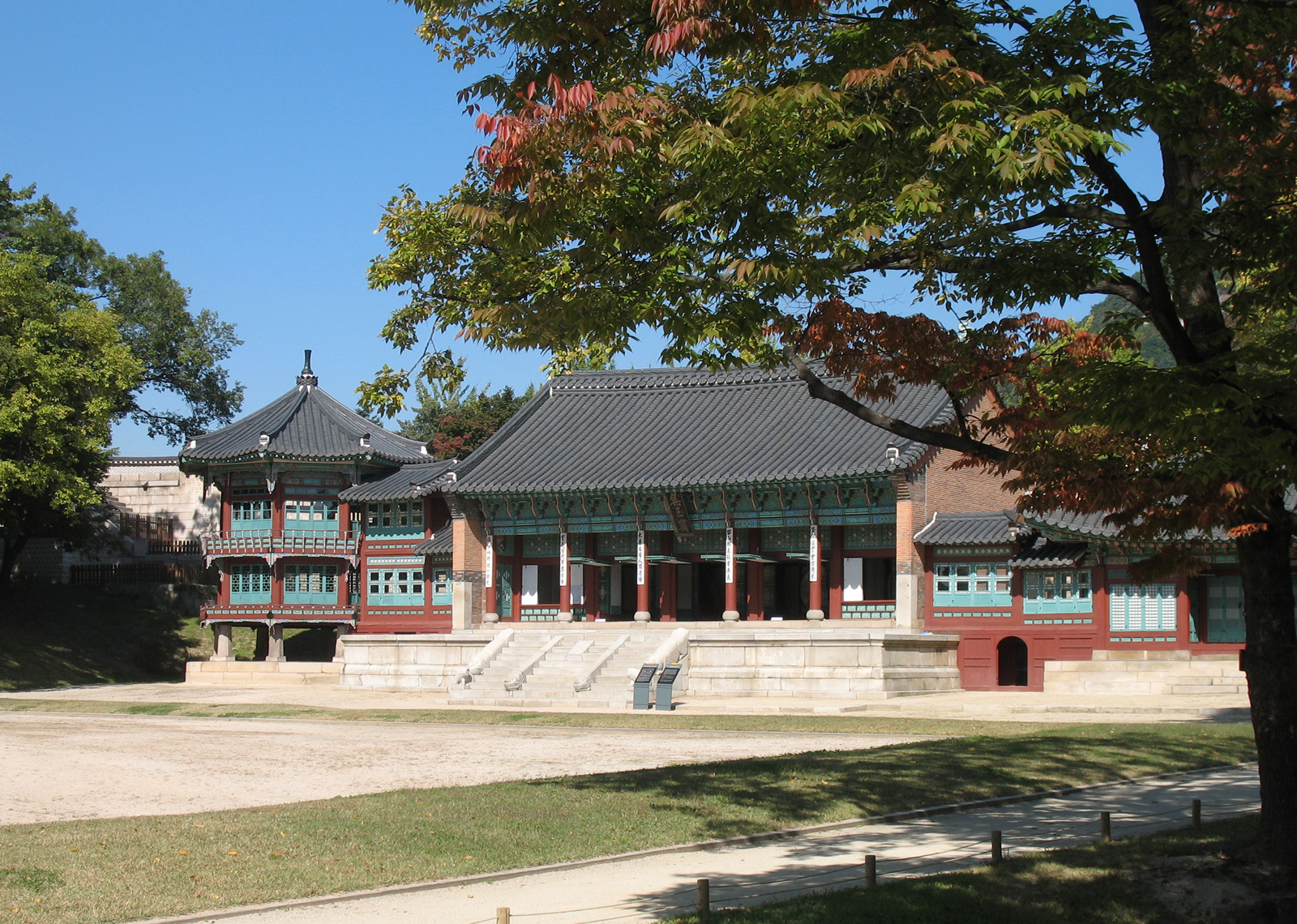
La bibliothèque royale (Jibokjae), au style d'influence chinoise
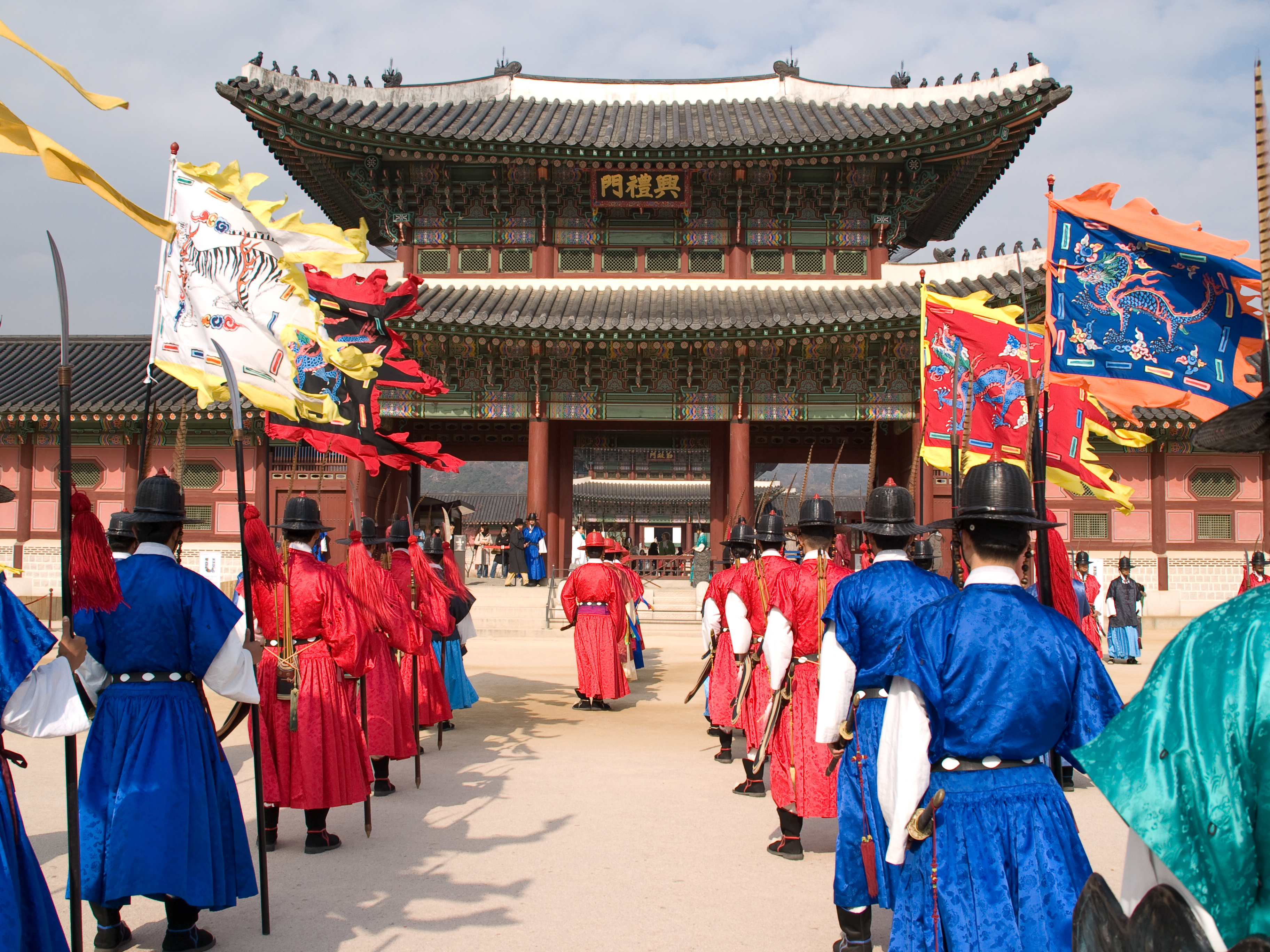
Cérémonie de la garde